# 부프레노르핀
부프레노르핀(buprenorphine, 브랜드명: Subutex 등)은 오피오이드 중독, 급성 통증, 만성 통증을 치료하기 위해 사용되는 오피오이드이다. 설하선에, 주사를 통해, 경피 패치를 통해, 이식물로서 사용할 수 있다. 오피오이드 중독의 경우 금단 증상이 시작될 때, 그리고 의료 제공자의 직접적인 관찰 하에 치료 후 처음 이틀 간 시작되는 것이 보통이다. 더 장기간의 중독 치료를 위해서는, 주사의 오용을 예방하기 위해 부프레놀핀/날록손의 결합이 권고된다. 최대치의 통증 완화는 보통 1시간 이내이며 효력은 최대 24시간까지 지속된다.
부작용으로는 호흡 억제(호흡 감소), 졸음, 부신기능부전, QT 연장, 저혈압, 아렐르기, 오피오이드 중독이 포함될 수 있다. 뇌전증 발작 이력이 있는 환자의 경우 추가적인 발작의 위험이 있다. 부프레노르핀을 중단함으로써 발생하는 오피오이드 금단은 일반적으로 다른 오피오이드류보다 덜 심각한 편이다. 임신 중에 복용하는 것이 안전한지는 분명하지 않으며 모유 수유 중에 복용하는 것은 권장되지 않는다. 부프레노르핀은 여러 방식으로 각기 다른 종류의 오피오이드 수용체에 영향을 준다. 수용체의 종류에 따라 수용체 작용제, 부분 작용제, 대항제일 수 있다.
부프레노르핀은 1981년 미국에서 의학용으로 승인되었다. 2012년, 의료용으로 9,300,000건의 처방전이 미국에서 작성되었다. 부프레노르핀은 다행감 표출을 위해 레크리에이션을 목적으로 주사 또는 비강을 통해 복용할 수도 있다. 때로 레크리에이션을 목적으로 헤로인 대신 사용된다. 미국에서는 스케줄 III 규제 약물이다.
알약의 경우 미국의 도매가는 2017년 기준으로 일일 도스(dose) 당 US$0.86 ~ US$1.32 사이이다.